# グローリークエスト
グローリークエストは、有限会社GQEが運営している日本のアダルトビデオメーカー。

## 概略
1998年5月設立。 最初のヒット作は1999年、和服の女優が乱れていく『艶』シリーズ。本物の和服、本物の着付け師を呼んでヒット。
AVグランプリ2009で、七瀬かすみ、北原夏美、山口玲子が出演した『近親相姦 昭和禁断血族「母さん、この家は狂ってます」』がメインサポーターを務めた萩原流行と穂花によって、メインサポーター賞に選ばれた。
ギャル、人妻、巨乳、老人、ショタなどさまざまなジャンルのフェチ系やマニアック作品を中心としていたが、その後は巨乳作品にシフトしている。

## 主要シリーズ
- ボイン大好きしょう太くんのHなイタズラ[3]
  - 2006年から続く同メーカーの中では最も長く続いているシリーズである。
  - 「しょう太」（10歳前後らしい）が各作品毎の設定の若いお姉さんの所に遊びに行って、さまざまなエッチなイタズラをするというもの。基本的な流れは（例外もあるが）お姉さんと会う→いろいろ言ってボインタッチ→一緒にお風呂→ベッドでエッチというもの。浜崎りおや南まりんなどの企画単体系女優の起用頻度が多い。たまに3Pのシリーズもある。
  - 近年は、「お尻大好きしょう太くんのHなイタズラ」シリーズもあり、こちらはお尻中心のプレイとなる。
- 禁断介護
- 人妻恥悦旅行
- 巨乳診断書[3]
- ママのリアル性教育
- オレのカミさんとヤラないか?
- オレのアネキとヤラないか?[3]
- 着衣してても爆乳っぷりがスゴ過ぎる女[3]
- 巨乳実践セミナー[3]
- 巨乳すぎる○○[3]
- 童貞くんを筆おろし[3]
- お色気P〇A会長と悪ガキ生徒会
- 特別編　お色気P〇A会長&悩殺女教師と悪ガキ生徒会
- 老働者に輪姦され性奴隷と化す巨乳未亡人
- 母子姦

## 主要な出演女優
- 森ななこ
- 仁科百華
- さとう遥希
- 松すみれ
- 木下若菜
- つぼみ
- 前田優希
- 杏美月

## 監督
- 春花幸男
- 薄刃紫翠
- ひょん
- 夢野あいだ
- 木村はじめ
- 小松セブンティーン
- トリンドル田中
- 黄桜花瓶(きざくらかびん)

など
AV女優の波多野結衣の監督デビュー作品もだしている。